# 天主教卡坦扎罗-斯奎拉切总教区
天主教卡坦扎罗-斯奎拉切总教区是罗马天主教在意大利南部卡拉布里亚大区设立的一个总教区。1986年由卡坦扎罗总教区和斯奎拉切教区合并成立。 卡坦扎罗教区成立于1122年。